# William H. Mumler

Selbstporträt Mumlers mit Geist

William H. Mumler (geboren am 26. Mai 1832 in Boston; gestorben am 16. Mai 1884 ebenda) war der erste professionelle Geisterfotograf. Er betrieb Fotostudios in Boston und New York, stand 1869 wegen Betruges vor Gericht und wurde freigesprochen.

## Biografie
William H. Mumler wuchs in der Industriestadt Lawrence nördlich von Boston auf. Seine Eltern hatten ein Süßwarengeschäft. Er machte eine Ausbildung als Graveur und arbeitete jahrelang als Angestellter eines Bostoner Betriebs. Der Verkauf einer selbstgemachten Wundermedizin, mit der er sich eigenen Behauptungen zufolge von seinen chronischen Verdauungsbeschwerden geheilt hatte, gab ihm zeitweilig die Mittel, einen kleinen Laden für Gravuren und Kupferplattendrucke zu betreiben. Er machte die Bekanntschaft von Hannah Green Stuart, der Inhaberin eines Fotostudios. Sie war verheiratet, der Mann aber dauerhaft abwesend. Einen Nebenverdienst hatte sie mit der Herstellung kleiner Andenken aus den Haaren von Verstorbenen. Dabei bot sie ihren Kunden auch an, als Medium mit dem Geist der verstorbenen Person in Kontakt zu treten; außerdem konnte sie angeblich Krankheiten diagnostizieren. Unter der Woche arbeitete Mumler im Sommer 1862 als leitender Graveur bei Bigelow Brothers & Kennard, dem Bostoner Marktführer für hochwertige Metallwaren. Sonntags ließ er sich von seiner Bekannten in die Fotografie einführen – ein Freizeitvergnügen. An einem Sonntag war Mumler allein in dem Atelier und versuchte sich an einem Selbstporträt. Als er die Platte entwickelte, zeigte sich neben seinem Konterfei das blasse Bild einer jungen Frau. Zufällig war die Platte nicht richtig gereinigt worden, und es hatte sich eine Doppelbelichtung ergeben – die erste in der Porträtfotografie.

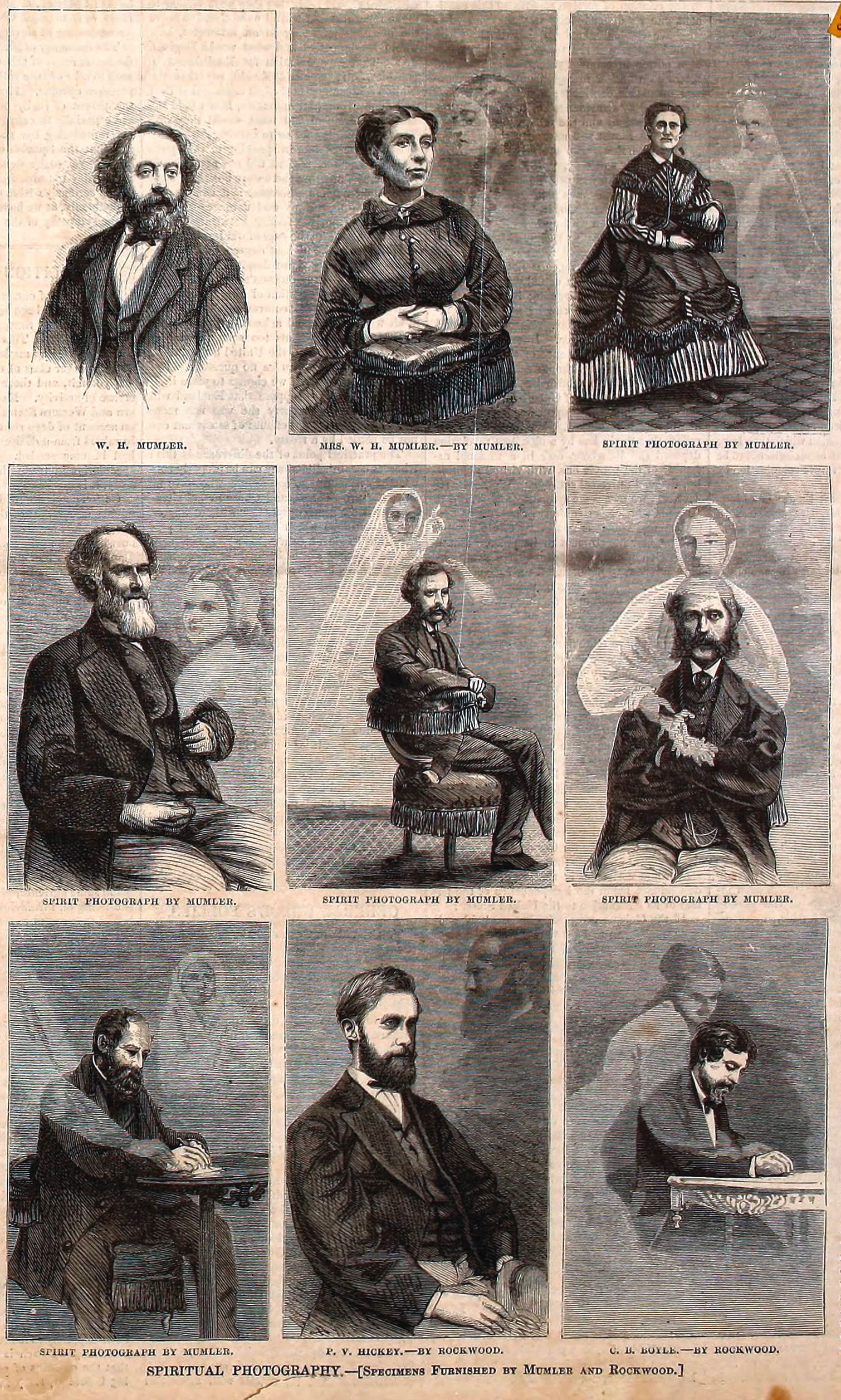
Radierungen, die Mumler (links oben) und einige seiner Geisterfotos zeigen, auf der Titelseite von Harper’s Weekly, 8. Mai 1869

Nach eigenen Angaben kam Mumler auf die Idee, mit dem ungewöhnlichen Foto ein wenig Spaß zu haben. Er wandte sich an einen Spiritisten aus seinem Bekanntenkreis, der behauptete, auf dem Foto sei eine jüngst verstorbene Frau als Geist zu sehen. In spiritistischen Kreisen löste er damit große Resonanz aus. Bis dahin hatte man die Geisterwelt nur hören oder spüren können, nun waren die Geister zu sehen. Mumler experimentierte noch etwas herum, um die Doppelbelichtung auch absichtlich herbeiführen zu können. Dann eröffnete er ein eigenes Fotoatelier. Der Publikumsandrang war groß; viele Menschen wünschten mit einem Verstorbenen auf dem Foto vereint zu sein. Auch die Presse berichtete ausführlich. Da es technisch noch nicht möglich war, Mumlers Fotos in einer Zeitung zu reproduzieren, fertigten Zeichner Kopien der Fotos an.

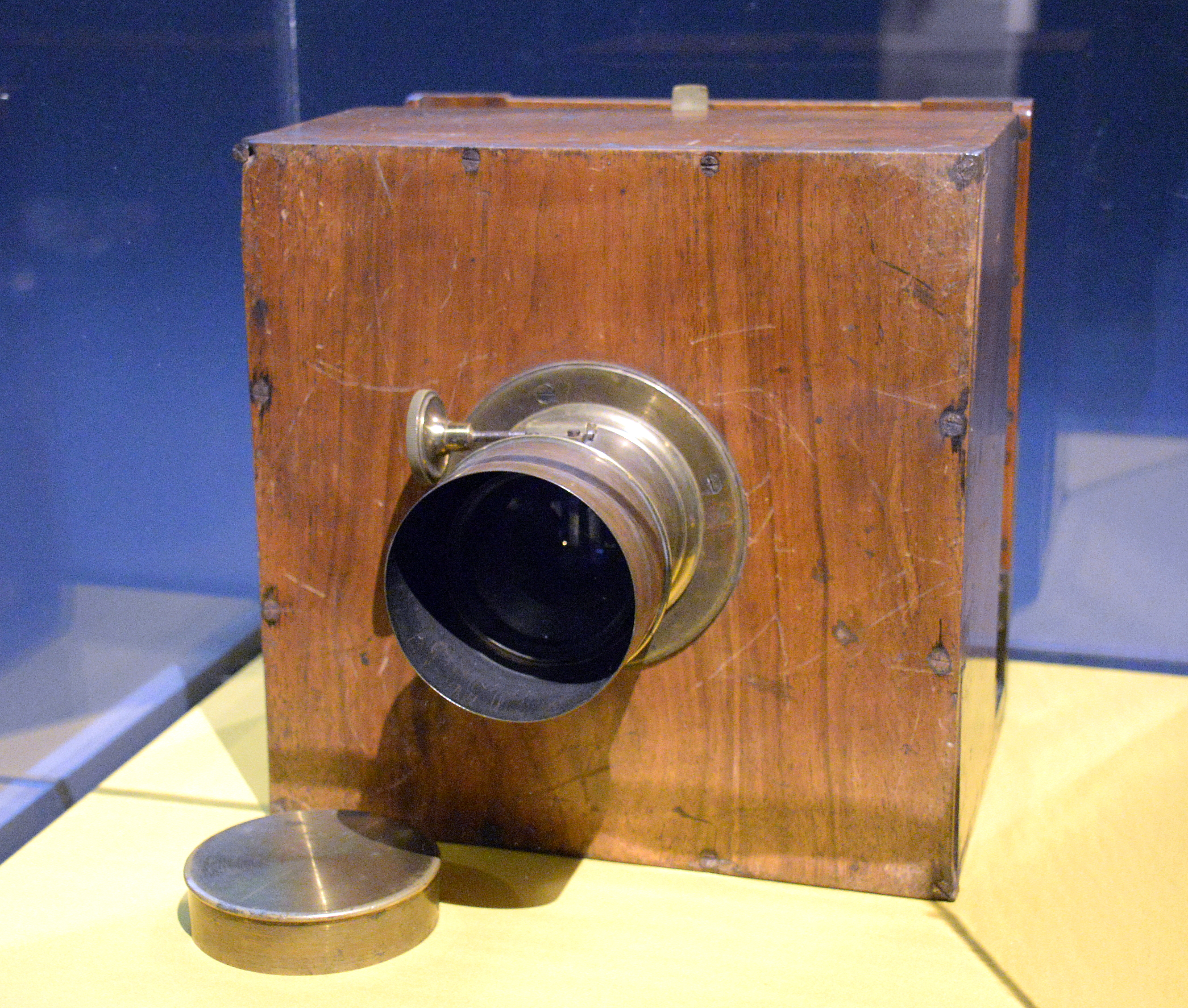
Eine Boxkamera ähnlich dem von Mumler verwendeten Typ. Das Bild entsteht auf einer mit Chemikalien behandelten, in die Box geschobenen Glasplatte (1840–1860, National Museum of Scotland)

William H. Mumler und Hannah Green Stuart hatten mittlerweile geheiratet und teilten sich die Arbeit in dem viel frequentierten Studio für Geistfotografie in der Washington Street, Boston. Gemeinsam mit einem Assistenten empfing Hannah Green Mumler die Klienten und verwickelte sie in ein Gespräch, aus dem im günstigen Fall Informationen über die verstorbene Person hervorgingen, die der Klient zu sehen hoffte. Mumler fotografierte anschließend den Klienten. Als Honorar nahm er in Spitzenzeiten das Fünffache des Üblichen, dabei gab es keine Garantie, dass auf dem Foto ein Geist zu sehen sein werde.
Die amerikanische Gesellschaft war durch die vielen Todesopfer des Sezessionskriegs traumatisiert. Viele hatten den Wunsch, mit einem Verstorbenen in Kontakt zu treten, Séancen boomten, und so auch Mumlers Fotoatelier. Mumler behauptete stets, er wisse nicht, wie die „Geister“ ins Bild kämen, er verfüge nicht über sie. Seinen Kunden erklärte er, es gebe keine Garantie, dass die erwünschte Person sich zeige. Wenn auf dem Foto ein Geist zu sehen war, der keine Ähnlichkeit mit dem Toten hatte, mit dem der Kunde fotografiert werden wollte, bat Mumler ihn, sich an weitere Tote aus seinem Umfeld zu erinnern und den Geist zu identifizieren.
Betrugsvorwürfe seitens der Konkurrenz oder auch von Kunden begleiteten Mumlers Geschäft mit den Geisterfotografien. Der etablierte Bostoner Fotograf James Wallace Black erschien in Mumlers Fotostudio und gab eine Geisterfotografie in Auftrag. Mumler forderte ihn auf, zu überprüfen, ob auf der Platte irgendwelche Spuren erkennbar seien; das war nicht der Fall. Black ließ die Platte danach nicht mehr aus den Augen und beobachtete Mumler genau, um herauszubekommen, wie Mumler bei der Doppelbelichtung vorging; es gelang ihm aber nicht, den Trick zu erkennen. Und er erhielt sein Geisterfoto. Für eine Frau, deren Bruder im Sezessionskrieg gefallen sein sollte, fertigte Mumler eine Geisterfotografie an. Dann stellte sich heraus, dass der Bruder noch lebte. Als überzeugte Spiritistin hielt die Kundin das Geisterfoto für das Trugbild eines „bösen Geistes“. In einem anderen Fall erkannte ein Mann in dem Geist auf einem Foto seine Frau, deren Porträtfoto Mumler vor kurzem aufgenommen hatte. Mumler schien bei seinem Trick Negative anderer Fotos zu verwenden, aber wie er genau vorging, blieb rätselhaft. Mumler wechselte 1868 nach New York und eröffnete dort ein Fotoatelier auf dem Broadway, mit dem er ähnlich erfolgreich wie in Boston war. Am 16. März 1869 erschien ein Klient, der sich William Bowditch nannte. Es war einer der Fälle, bei denen sich kein „Geist zeigte“ und der Klient ein normales Porträtfoto zu einem horrenden Preis erworben hatte. Der angebliche Bowditch war der New Yorker Polizeidirektor Joseph Tooker. Die Polizei ermittelte auf Anzeige der New Yorker Photographenvereinigung (Photographic Section of the American Institute of the City of New York) gegen Mumler, die den guten Ruf ihres Gewerbes durch Mumlers Geschäftspraxis gefährdet sah. Tooker ließ Mumler am 12. April verhaften.
Der Prozess gegen Mumler begann am 21. April 1869 vor dem Tombs Police Court unter Vorsitz des Richters Joseph Dowling. Er erregte großes Aufsehen, denn hier stand gewissermaßen der Spiritismus selbst vor Gericht. Staatsanwalt Elbridge T. Gerry warf Mumler die Täuschung gutgläubiger Personen durch den Verkauf angeblicher Geistfotografien vor. Als Zeuge der Anklage berichtete Polizeidirektor Tooker von seinem Fototermin. Mumlers Verteidiger John D. Townsend benannte mehrere Fotografen als Zeugen, die sich nicht erklären konnten, wie Mumler die Fotos herstellte. Anschließend traten ausgewählte Klienten auf, die ihre Geisterfotografien vorzeigten. Besonderes Gewicht hatte die Aussage von Charles Livermore, der als Skeptiker versucht hatte, durch kurzfristige Änderung des Termins und Änderung seiner Sitzposition Mumlers mutmaßliche Vorbereitungen zu stören. Trotzdem hatte er eine Geisterfotografie erhalten, auf der seine verstorbene Frau deutlich zu erkennen war. Die Anklage hatte ebenfalls mehrere Fotografen als Sachverständige aufgeboten. Sie führte neun mögliche Methoden auf, mit denen Mumler seine Geisterfotografie durchgeführt haben konnte. Mumler wurde aber freigesprochen, weil es nicht gelang zu beweisen, wie er bei den vorliegenden Fotos tatsächlich vorgegangen war; damit war ihm Betrug nicht nachzuweisen.

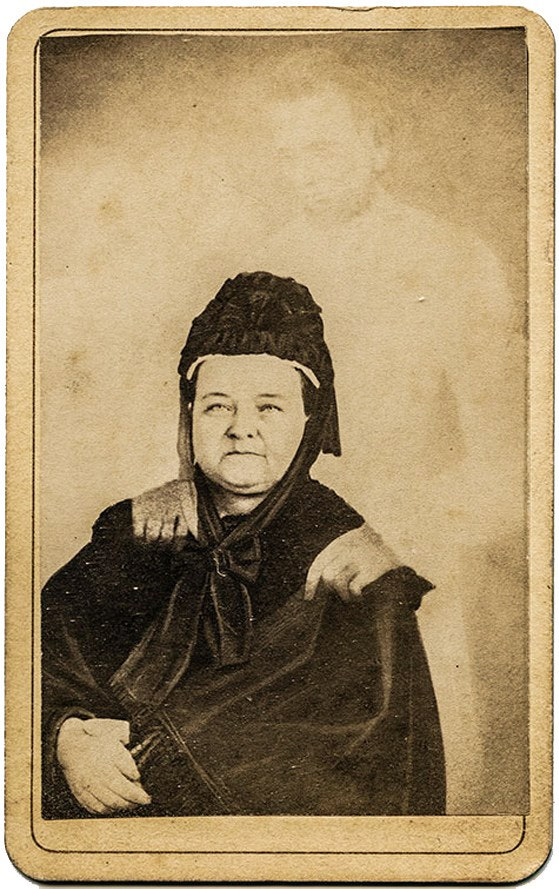
Mary Todd Lincoln in Trauerkleidung mit dem „Geist“ ihres verstorbenen Mannes, Fotografie von William H. Mumler um 1870

Nach dem Freispruch verließ Mumler New York und kehrte nach Boston zurück. Dort arbeitete er an der Verbesserung der Fotoentwicklung und erfand ein Verfahren, um Fotografien in Zeitungen zu reproduzieren (Mumler process). Er betrieb aber weiter ein bescheidenes Fotostudio und fertigte auf Wunsch Geisterfotografien an. Aus dieser Phase stammt Mumlers berühmtestes Foto: Abraham Lincolns Witwe mit dem Geist ihres ermordeten Mannes.
Mumlers Geisterfotografien finden auch wegen ihres ästhetischen Werts Interesse. Samuel Wagstaff kaufte 1974 ein Album mit 39 Fotos, das anschließend vom Getty Museum erworben wurde.

## Veröffentlichung
- The Personal Experiences of William H. Mumler in Spirit-Photography, Written by Himself. Colby and Rich, Boston 1875.